# Орган (анатомия)
Вижте пояснителната страница за други значения на орган.
Органът е биологична структура изградена от тъкани и специализирани клетки изграждащи морфологично обособено структурно тяло за изпълняване на определени функции. Обикновено един или повече типа специализирани тъкани изграждат основната функционална единица , която се нарича паренхима, а асоциираните структурни тъкани, групово се наричат строма. Според структурната организация на клетките и тъканите органите биват плътни, като кожата, панкреасът, черният дроб и мозъкът или кухи, като стомахът, сърцето, тънкото или дебелото черво, пикочният мехур и други. 

## Животински органи

### Низши представители
Степента на сложност и специализация на органите зависи от еволюционното развитие на определения вид. При едноклетъчните организми, няма органи; сравнително високо организираните структури, обединени от обща функция са изградени от микроцелуларни образования и се наричат органели. При многоклетъчните, органите са сложни и диференцирани групи от тъкани, съставени от паренхима и строма. Много от представителите на по-примитивните многоклетъчни нямат обособени органи; за същински органи може да се говори едва при плоските червеи и по-висши представители на царство Анималия. По-низщите таксони като Плакозоа, Порифера, Мешести и Радиата, не показват признаци на специализирани тъкани обособени в отделни органи. При водните гъби, тялото е изградено от желатинозен мезохиал (или мезенхима) обхванат от две тънки клетъчни мембрани. Те имат групи специализирани клетки, които при нужда могат на ново да се предиференцират и преминат през мезохиала от едната обгръщаща мембрана до другата.

### По-висши представители
При останалите по-висши животни, такива клетки са недиференцирани (клонални). Единственият оцелял представител на Плакозоа е трикоплаксът (Trichoplax adhaerens), който е многоклетъчен трипластов (оттам и името) организъм, който няма обособени органи, а се храни с бактерии и други едноклетъчни, като напълно ги поглъща и разяжда със силни храносмилателни ензими в течната кухина между обгръщащите го мембрани.

## Растителни органи
Органите при растенията се разделят на две категории: вегетативни и размножителни.

### Вегетативни
Вегетативните органи са корен, стъбло и листа. Всеки един от тези органи е съставен от растителни тъкани, характерни и диференцируеми под микроскоп. Стъблото например е съставено от три тъкани: епидермис, меристема (от своя страна съставен от три по-прости вида тъкани – паренхима, коленхима и склеренхима); и проводяща тъкан. И трите органа – корен, стъбло и листа са свързани посредством цеви, изградени от проводяща тъкан които може да бъдат ликови (флоем) или дървесинни (ксилем) цеви.

### Размножителни
Органите на размножаването зависят от отдела на растението. За покритосеменните растения органите са цвят, семе и плод. При иглолистните органите за размножаване са шишарките и те биват мъжки (microstrobillus) или женски шишарки (macrostrobillus). При най-древната група растения – плауновидни, размножаването е чрез спори, които са малки по размер и добре защитени гаметофити. При мъховете, гаметофорите носят половите органи – гаметангии; мъжките полови органи се наричат антеридии, а женските – архегонии. Мъховете преминават през сложен цикъл на хаплоидност във вегетативнат си фаза и диплоидност в някои фази на размонжаването си. При рода Торфен мъх (сфагнум; Sphagnum), спорите се изстрелват от специализиран капсулен апарат с ускорение 36 хиляди пъти гравитационното.
При растенията, които се размножават жегетативно, органите за разможаване са съответнте растителни части, създаващи новата растителна колония. При васкуларните растения едни от най-важните органи са филизите и корените.

## Паренхима и строма
Паренхимата е основната работна част на един орган, която отговаря за фунционалната продукция на този орган; например паренхимата на панкреаса е отговорна за производството на инсулин, паренхимата на мозъка – за обработка на информация, паренхимата на черния дроб – за метаболизма на хранителните вещества, лекарства и токсини, на сърцето – за кръвното налягане и други. Паренхимата на мозъка например, представлява обемът на бялото и сивото мозъчно вещество, докато кръвоносните съдове, краниалните нерви, синусите и вентрикулите са стромата. При сърцето, основната структура е изградена от миокардни клетки, а стромата се състои от нервни влакна, съединителна тъкан, кръвоносни съдове, кръв и други.

## Апарати и системи от органи
Апарат са структурно свързани органи с еднаква функция, които оперират синхронизирано: например вестибуларен апарат, говорен апарат, двигателен апарат и други. От друга страна, органи които могат да оперират привидно поотделно, но са с взаимосвързани функции, изграждат системи . Съвкупността от кръвоносните съдове и сърцето представлява сърдечно-съдовата система; устата, хранопроводът, стомахът, червата и други изграждат храносмилателната система; най-общо мозъкът и нервните влакна – нервна система и т.н. Съвкупността на всички клетки, тъкани, органи и системи от органи, подчинени на жизнените функции на едно живо същество, се нарича организъм. Човешкият организъм притежава няколко органови системи:
1. Дихателна система
2. Ендокринна система
3. Имунна система
4. Костна система
5. Лимфна система
6. Мускулна система
7. Нервна система
8. Отделителна система
9. Покривна система
10. Полова система
11. Сърдечно-съдова система
12. Храносмилателна система

## Относителни размери
- Най-големият плътен орган в човешкия организъм е черният дроб[7] Освен по размер, той е и най-тежкият орган със средно тегло при възрастните 1.6 кг[8].
- Най-големият по площ орган е кожата.
- Най-дългата кост е бедрената кост[9].
- Най-голямата артерия е аортата[10].
- Най-голямата вена е голямата куха вена.[11].

- Най-дългият мускул е шивашкият мускул (сарториус) – погледнат отпред минава диагонално от горния външен ъгъл на свивката на бедрото до вътрешната част на коляното[12].
- Най-дългият нерв е седалищният (ишиатиков нерв; Lat.: n. ischiadicus), причина за често срещаното заболяване след средна възраст – ишияс.
- Условно „най-силният“ човешки мускул е големият дъвкателен мускул (масетер; Lat.: m. masseter) – събиращ двете челюсти. Регистрирана е захапка от 4335 N продължила 2 секунди и записана в рекордите на Гинес[13]. Тази убийствена захапка е изключение и се равнява на около шест пъти нормалната човешка захапка (около 90 N)[14] Ако обаче се разгледа обема на работата, извършена от сърцето в цялото продължение на живота, или размера на очнодвигателните мускули, както и мощността на матката по време на раждане, трофеят на победител може да бъде оспорван.
- Най-малкият човешки орган е епифизата, която расте само през първите две години на живота, а след това запазва стабилен размера си до пубертета.[15][16] След пубертета, епифизата бавно нараства по размери и тегло, предимно благодарение на калцификации, т.е. обемът на функционалната паренхима намалява за сметка на цялостното уголемяване на органа.[17]